# گمینا کوویسه
گمینا کوویسه (به لهستانی:  Gmina Kowiesy) یک گمینا در لهستان است که در شهرستان اسکرینه‌ویتسه واقع شده‌است. گمینا کوویسه ۸۵٫۶۳ کیلومتر مربع مساحت و ۳٬۰۳۵ نفر جمعیت دارد.